# Le Condamné à mort (album)
Albums de Étienne Daho, Jeanne Moreau et Jean Genet
Daho Pleyel Paris
(2009) Monsieur Daho
(2011)
Le Condamné à mort est un album sur lequel le long poème éponyme de Jean Genet est lu par Jeanne Moreau et chanté par Étienne Daho sur une musique d'Hélène Martin.  
Ce spectacle a notamment été joué au Festival d'Avignon 2011.

## Pistes de l'album
1. Dédicace 1
2. Le vent qui roule
3. Ô la douceur du bagne
4. La chanson qui traverse
5. J'ai tué
6. Rocher de granit noir
7. Madame écoutez-moi
8. Sur mon  cou
9. Les assassins du mur
10. Un clop mouillé
11. T'enveloppent si fin
12. Élève toi dans l'air
13. Pardonnez-moi mon Dieu
14. Dédicace 2